# Erika Schmid-Petry
Erika Schmid-Petry (* 4. April 1943 in Wetzlar), geborene Petry, ist eine deutsche Politikerin (FDP).
Erika Petry besuchte ein Gymnasium und machte 1963 das Abitur. Sie studierte an der Pädagogischen Hochschule Berlin und absolvierte bis 1969 beide Staatsprüfungen für das Lehramt. Nach einem weiteren Studium der Wirtschaftswissenschaften an der Technischen Universität Berlin schloss sie 1973 als Diplom-Kauffrau ab. Anschließend arbeitete Petry zunächst beim Bundeskartellamt in Berlin und wurde 1975 persönliche Referentin des Senators Wolfgang Lüder. 
Erika Schmid-Petry trat 1970 der FDP bei. Bei der Berliner Wahl 1979 wurde sie auf der FDP-Bezirksliste im Bezirk Zehlendorf in das Abgeordnetenhaus von Berlin gewählt. 1980 änderte sie ihren Ehenamen auf Schmid-Petry. Auch bei der Wahl 1985 wurde sie – ebenso wie 1990 – in das Parlament gewählt. 1994 wurde sie Mitbegründerin des nationalkonservativen „Verbandes demokratischer Erneuerung“, Vorsitzender dieses Verbandes wurde Ekkehard Wruck (CDU), weitere Mitglieder waren Ekkehard Schmidt und Gabriele Rost (beide CDU). Ab 2001 war sie Mitglied der Bezirksverordnetenversammlung im Bezirk Steglitz-Zehlendorf.